# Pișchinți, Hunedoara
Pișchinți este un sat în comuna Romos din județul Hunedoara, Transilvania, România.

## Imagini

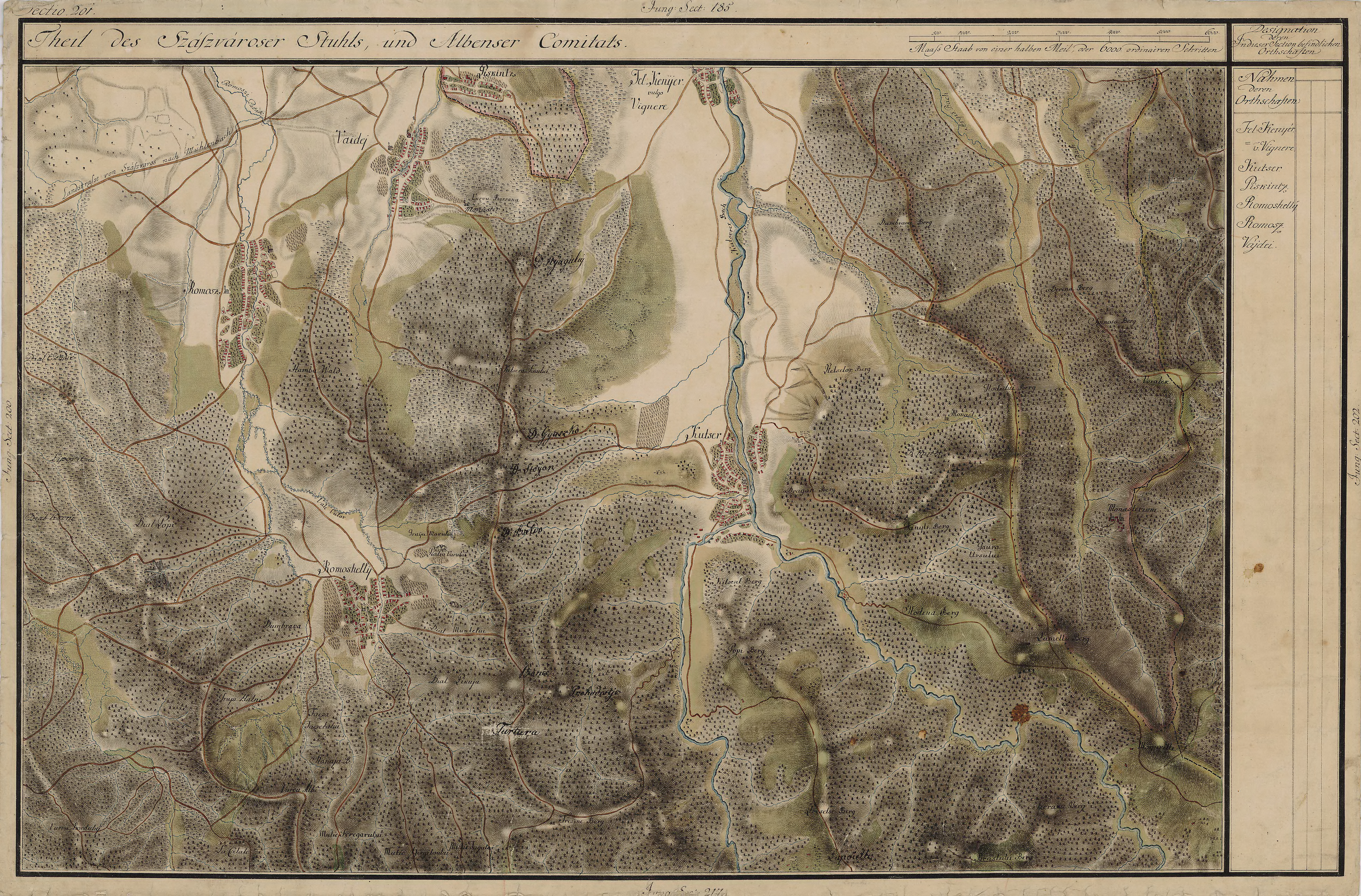
Pișchinți în Harta Iosefină a Transilvaniei, 1769-1773
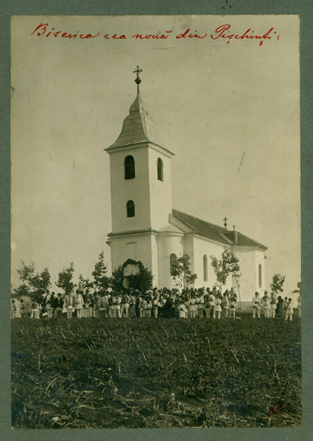
Biserica din Pișchinți (fotografie de Leopold Adler)